# Flugplatz Michelstadt
Michelstadt flygplats (ICAO: EDFO) (tyska: Flugplatz Michelstadt) är en Sonderlandeplatz utanför staden Michelstadt. 
Flygplatsen ligger 2 kilometer vester om Michelstadts stadscentrum.
Flygplatsen ägs och sköts av Aero-Club Odenwald e. V.
Idag har flygplatsen en startbana.